# Австрия на зимних Олимпийских играх 1932
Австрия принимала участие в Зимних Олимпийских играх 1932 года в Лейк-Плесиде (США) в третий раз за свою историю, и завоевала одну серебряную и одну золотую медали. Сборная страны состояла из 7 спортсменов (6 мужчин, 1 женщина).
| Австрия на олимпиаде 1932 года в Лейк-Плесиде | Австрия на олимпиаде 1932 года в Лейк-Плесиде | Австрия на олимпиаде 1932 года в Лейк-Плесиде | Австрия на олимпиаде 1932 года в Лейк-Плесиде | Австрия на олимпиаде 1932 года в Лейк-Плесиде |
| Медали                                        | Спортсмены                                    | Вид спорта                                    | Дисциплина                                    | Результат                                     |
| --------------------------------------------- | --------------------------------------------- | --------------------------------------------- | --------------------------------------------- | --------------------------------------------- |
| Золото                                        | Карл Шефер                                    | Фигурное катание                              | мужчины                                       | 2 602,0                                       |
| Серебро                                       | Фредерике Бюргер                              | Фигурное катание                              | женщины                                       | 2 167,1                                       |

## Состав и результаты олимпийской сборной Австралии

### Бобслей
Спортсменов — 2
Мужчины
| Соревнование | Спортсмены                              | 1 заезд   | 1 заезд | 2 заезд   | 2 заезд | 3 заезд   | 3 заезд | 4 заезд   | 4 заезд | Итоговый результат | Итоговое место |
| Соревнование | Спортсмены                              | Результат | Место   | Результат | Место   | Результат | Место   | Результат | Место   | Итоговый результат | Итоговое место |
| ------------ | --------------------------------------- | --------- | ------- | --------- | ------- | --------- | ------- | --------- | ------- | ------------------ | -------------- |
| Двойки       | Гуго Вайнстенгль Иоганн Баптист Гуденус | 2:23,83   | 12      | 2:21,82   | 12      | 2:16,19   | 12      | 2:14,58   | 12      | 9:16,42            | 12             |